# Afonso Sardinha (o Moço)
Afonso Sardinha, o Moço, foi um bandeirante paulista. Era um caboclo, filho do sertanista português Afonso Sardinha e da índia Tupinambá. Em 1589 ele e seu pai descobriram, em uma de suas excursões, minério de ferro, urânio e o sopé do Morro Araçoiaba (próximo à atual cidade de Iperó, em São Paulo). Tinha acompanhado o pai em todos seus feitos.

## Feitos
D. Francisco de Sousa  chegou a São Paulo em maio de 1599 com grande comitiva e visitou então as minas de Afonso Sardinha o Moço, Bacaetava, São Roque e Jaraguá.
Dom Francisco em 1601 nomeou Diogo Gonçalves Laço capitão das minas de ouro e prata do Ibiraçoiaba. Na ocasião, declarou Afonso Sardinha o Moço como seu descobridor, com Clemente Alvares. Eram minas, mas de flancos de montanha ou "grupiaras". Ordena aos dois Afonso Sardinha as diligências que somente serão executadas por Nicolau Barreto no ano seguinte.
Esta importante bandeira de Nicolau Barreto teve início em agosto de 1602. Partiu de São Paulo, autorizado Nicolau por Dom Francisco a descobrir ouro e prata (o objetivo real teria sido a pesquisa de ouro e prata no Peru). Desceram o rio Tietê e o rio Paraná, atingiram o rio Guairá mas trouxeram apenas índios de volta a São Paulo, onde chegaram em 1604. Haviam-na integrado Afonso Sardinha o Moço; Simão Borges Cerqueira, fidalgo da Casa Real; Ascenso Ferreira; Pedro Leme; Manuel Preto; Francisco de Alvarenga.[carece de fontes?]
Pensa-se que queriam na verdade penetrar no reino do Peru à procura de minas, já que o mesmo soberano dominava o continente. Desta bandeira resultou que o governador Dom Francisco Arias de Saavedra, adiantado do Rio da Prata, mandou por terra a São Paulo emissários para falar com Dom Francisco de Souza, que impediu o quanto pode a ida de bandeiras escravagistas.[carece de fontes?]

## Final da vida

### Testamento
Afonso o Moço fez testamento em 1604 no sertão, que se pode ler em Silva Leme, volume I, página 76. Foi escrito pelo padre João Alvares, um dos capelães. Nele declara possuir 80.000 cruzados de ouro em pó, enterrado em botelhas de barro. Declara ser descobridor das minas de ouro no Brasil: nas serras de Jaguamimbaba, hoje Serra da Mantiqueira; na de Jaguara, termo de São Paulo; na de Vuturuna, termo da vila de Parnaíba; e na de Hiriraçoiaba ou Araçoiaba, no município de Iperó, termo de Sorocaba. Fez também dois engenhos de ferro em que fundia com abundância tal metal, tudo à sua custa, circa 1590. Declara que desde 1592 morava na Embuaçava, terras dadas pelo pai.[carece de fontes?]

### Morte
Afonso Sardinha morreu em confronto com nativos do sertão, em 1604.

## Legado
Afonso Sardinha, o Moço, iniciou o ciclo do ouro das minas de São Paulo, descobrindo ouro de 1589 a 1600 na serra da Mantiqueira, em Guarulhos, Jaraguá, São Roque e Ipanema (onde também encontrou ferro). Seu companheiro nas diligências era Clemente Álvares, mineiro prático. Em 1598, com outros Paulistas e mais de 100 índios, fizera entrada para «saltear índios» e descobrir metais, supondo-se que atingiu nas Minas Gerais o sertão do Jeticaí.
Com seu filho Pedro Sardinha, também grande sertanista, desenvolveu os trabalhos de mineração no Jaraguá, que Brás Cubas tentara, mina donde diz ter extraído 80 mil cruzados e que o neto Gaspar Sardinha ainda explorava em 1636 com lucro.[carece de fontes?]
Deixou dois filhos legítimos, Luzia e Pedro.